# Kostel svatého Michala (Polička)
Kostel svatého Michala (respektive svatého Michaela archanděla) v Poličce je římskokatolický chrám postavený v 16. století v renesančním slohu původně jako evangelický. Hřbitovní areál doplněný později stavbami zvonice (1600-1603) a kostnice (1770-1774) spolu s hrobem Bohuslava Martinů poblíž kostela tvoří významný umělecký celek. Kostel je od roku 1958 zapsán na seznamu kulturních památek.

## Historie a popis

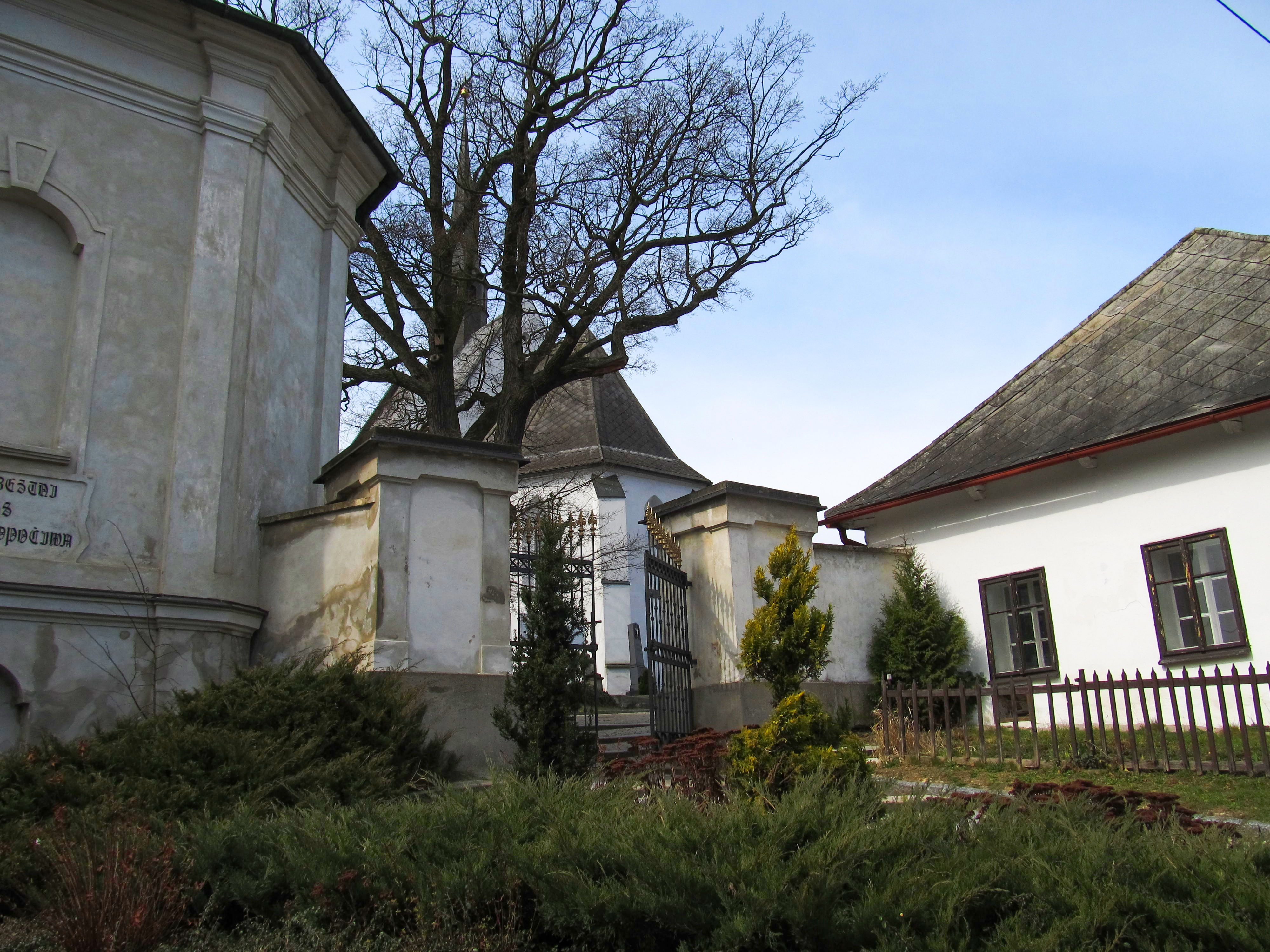
Vstup do areálu starého hřbitova s kostelem sv. Michala, vlevo barokní kostnice

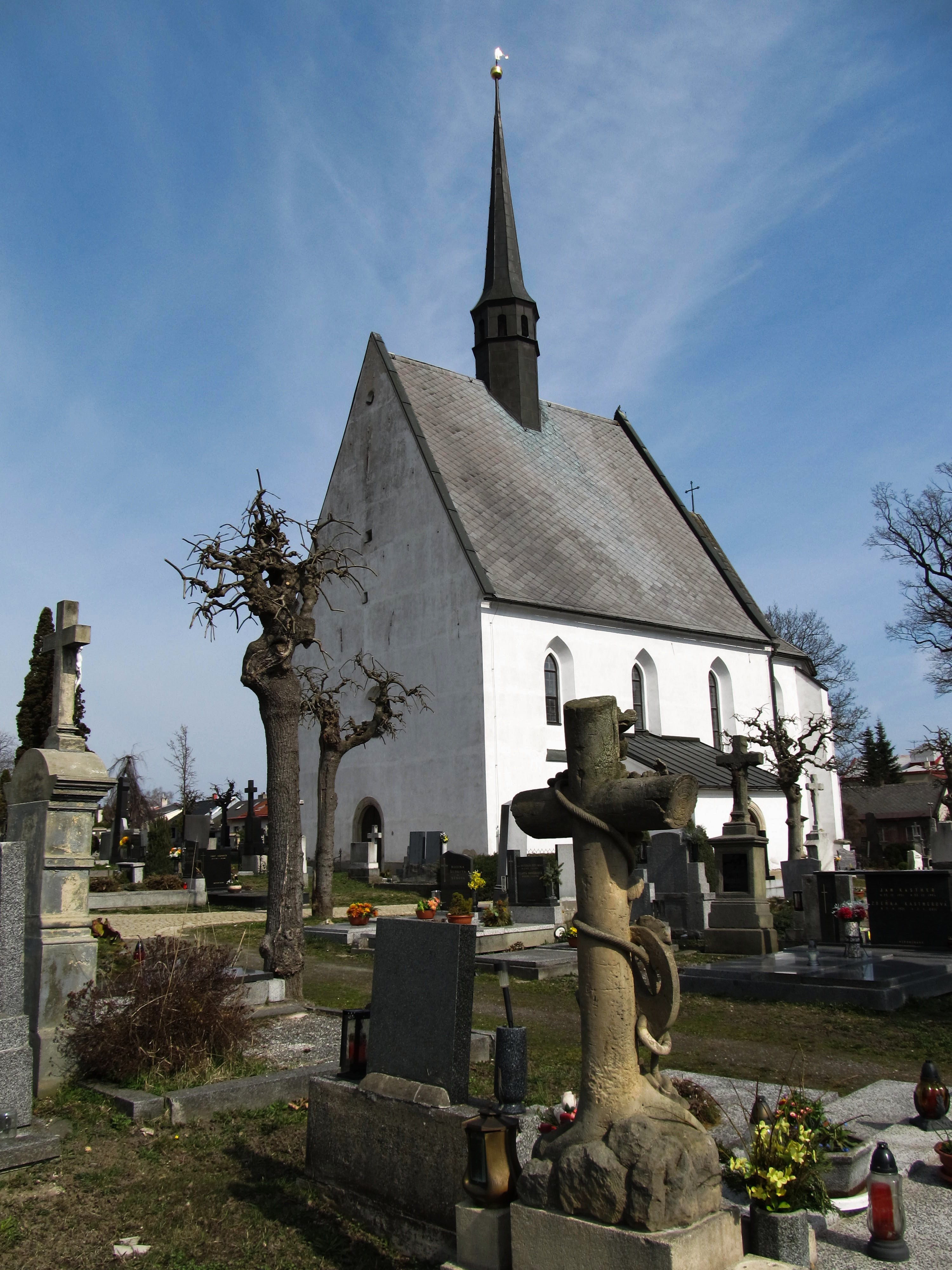
Kostel sv. Michala pohledem od jihozápadu ze hřbitova

Kostel byl postaven v letech 1572-1576 jako hřbitovní mimo vnitřní město, původně jako evangelický. Jeho autorem byl Ambrož Vlach, pravděpodobně Ital usazený v Čechách. U vchodu na hřbitov byla v letech 1600-1603 přistavěna zvonice, kostel byl poprvé opravován v roce 1658. Rokokové vnitřní vybavení kostela pochází z 18. století a tehdy také vznikla kostnice (1770-1774). V roce 1845 byla původní prejzová střecha nahrazena šindelovou, ve druhé polovině 19. století pak došlo k zásadním úpravám interiérů včetně vnitřní vestavby Božího hrobu (1890).
Kostel je trojlodní orientovaná stavba na čtvercovém půdorysu zakončená na východě trojbokým presbytářem. Vnější pojetí kostela nese ještě známky doznívající gotiky, v interiéru je ale čistě renesanční. Kostel je opatřen strmou sedlovou střechou, která má nad centrální částí výšku 12 metrů. Střecha byla původně prejzová, později šindelová, plechová a od roku 1995 je z eternitu. Nad lodí se tyčí 11 metrů vysoká oplechovaná věž, na jejímž vrcholu je umístěna pozlacená smrtka s napřeženou kuší. Lidová tradice praví, že kterým směrem se smrtka natočí, tam někdo zemře.
Vnitřní vybavení kostela je barokní a rokokové. Sochařská výzdoba z doby kolem roku 1730 je dílem Jiřího Pacáka. Hlavní oltář pochází z roku 1770 a oltářní obraz Pád pyšných andělů vymaloval brněnský malíř František Korompay. Rokoková kazatelna s reliéfy Mojžíše a desek s Desaterem vznikla v roce 1777. Varhany pocházejí z dílny kutnohorského varhanáře F. P. Horáka přibližně z roku 1800. Roku 2021 provedl restaurátorské práce mistr varhanář Marek Vorlíček a uvedl nástroj do původního stavu a při slavnostní mši 14. 7. 2021 byly slavnostně požehnány. V 19. století byly nahrazeny postranní oltáře sv. Jana Nepomuckého a Neposkvrněného Početí Panny Marie. Nové oltáře v novorenesančním stylu opatřil malbami akademický malíř Jan Umlauf. Zvon pochází z roku 1868 a byl odlit v Moravské Třebové ve zvonařské dílně rodiny Wagnerů.
Kostel svatého Michaela archanděla je dnes ve správě farnosti Polička a konají se zde pravidelné bohoslužby.